# Cozmești (okręg Jassy)
Cozmești – wieś w Rumunii, w okręgu Jassy, w gminie Cozmești. W 2011 roku liczyła 1389 mieszkańców.